# Пединівська сільська рада
Педи́нівська сільська́ ра́да — адміністративно-територіальна одиниця та орган місцевого самоврядування у Звенигородському районі Черкаської області. Адміністративний центр — село Пединівка.

## Загальні відомості
- Населення ради: 756 осіб (станом на 2001 рік)

## Населені пункти
Сільській раді підпорядковані населені пункти:
- с. Пединівка
- с-ще Шампанія

## Склад ради
Рада складається з 12 депутатів та голови.
- Голова ради: Бойко Анатолій Васильович
- Секретар ради: Щербак Тетяна Федорівна

### Керівний склад попередніх скликань
| Прізвище, ім'я, по батькові  | Основні відомості                                                               | Дата обрання | Дата звільнення |
| ---------------------------- | ------------------------------------------------------------------------------- | ------------ | --------------- |
| Тарануха Анатолій Іванович   | Сільський голова, 1939 року народження, член Народної партії                    | 26.03.2006   | 31.10.2010      |
| Норенко Сергій Володимирович | Сільський голова, 1975 року народження, освіта вища, безпартійний               | 31.10.2010   | 09.01.2014      |
| Бойко Анатолій Васильович    | Сільський голова, 1970 року народження, освіта середня спеціальна, безпартійний | 25.05.2014   |                 |

Примітка: таблиця складена за даними сайту Верховної Ради України

### Депутати
За результатами місцевих виборів 2010 року депутатами ради стали:

#### За суб'єктами висування
| Суб'єкт висування           | Кількість обраних депутатів | %    |
| --------------------------- | --------------------------- | ---- |
| Самовисування               | 7                           | 58,3 |
| Партія регіонів             | 4                           | 33,3 |
| Комуністична партія України | 1                           | 8,3  |

#### За округами
| № округу                    | Прізвище, ім'я, по батькові     | Дата визнання обраним | Освіта             | Партійна приналежність | Відомості про обраного депутата                          |
| --------------------------- | ------------------------------- | --------------------- | ------------------ | ---------------------- | -------------------------------------------------------- |
| Комуністична партія України |                                 |                       |                    |                        |                                                          |
| 10                          | Тарануха Ліна Мусіївна          | 04.11.2010            | середня спеціальна | позапартійна           | тимчасово не працює                                      |
| Партія регіонів             |                                 |                       |                    |                        |                                                          |
| 2                           | Глушко Владислав Васильович     | 04.11.2010            | середня спеціальна | позапартійний          | тимчасово не працює                                      |
| 3                           | Гринько Наталаія Анатоліївна    | 04.11.2010            | середня спеціальна | позапартійна           | Пединівська бібліотека, бібліотекар                      |
| 8                           | Романенко Тетяна Григорівна     | 04.11.2010            | середня спеціальна | позапартійна           | тимчасово не працює                                      |
| 9                           | Сорока Володимир Миколайович    | 04.11.2010            | середня спеціальна | позапартійний          | ФГ «Бойко О. Л.»                                         |
| Самовисування               |                                 |                       |                    |                        |                                                          |
| 1                           | Бойко Анатолій Васильович       | 04.11.2010            | середня спеціальна | позапартійний          | ДП Лисянське лісництво, старший майстер                  |
| 4                           | Гусинська Любов Володимирівна   | 04.11.2010            | середня спеціальна | позапартійна           | Пединівська загальноосвітня школа, директор              |
| 5                           | Кальніцький Віталій Миколайович | 04.11.2010            | середня спеціальна | позапартійний          | приватний підприємець                                    |
| 6                           | Леус Наталія Федорівна          | 04.11.2010            | незакінчена вища   | позапартійна           | Пединівський фельдшерсько-акушерський пункт, завідувачка |
| 7                           | Лисенко Василь Іванович         | 04.11.2010            | середня спеціальна | позапартійний          | тимчасово не працює                                      |
| 11                          | Хамко Леся Валентинівна         | 04.11.2010            | середня спеціальна | позапартійна           | Пединівська сільська рада, бухгалтер                     |
| 12                          | Щербак Тетяна Федорівна         | 04.11.2010            | середня спеціальна | позапартійна           |                                                          |